# فرانك ماكورماك
فرانك ماكورماك (بالإنجليزية: Frank McCormack)‏ هو مدير رياضي ‏ أمريكي، ولد في 28 مايو 1969 في بليموث في الولايات المتحدة.

## وصلات خارجية
- فرانك ماكورماك على موقع أرشيف الدراجات (الإنجليزية)
- فرانك ماكورماك على موقع إحصائيات الدراجات الإحترافية (الإنجليزية)
- فرانك ماكورماك على موقع نسبة الدراجات (الإنجليزية)